# Llista d'asteroides/192201-192300
| Nom      | Designació provisional | Data de descobriment   | Lloc de descobriment   | Descobridor/s                                          |
| -------- | ---------------------- | ---------------------- | ---------------------- | ------------------------------------------------------ |
| 192201 - | 2007 HA61              | 20 d'abril de 2007     | Kitt Peak              | Spacewatch                                             |
| 192202 - | 2007 HP70              | 19 d'abril de 2007     | Kitt Peak              | Spacewatch                                             |
| 192203 - | 2007 HH90              | 22 d'abril de 2007     | Siding Spring          | SSS                                                    |
| 192204 - | 2007 JN21              | 12 de maig de 2007     | Tiki                   | S. F. Hönig, N. Teamo                                  |
| 192205 - | 2007 JJ27              | 9 de maig de 2007      | Kitt Peak              | Spacewatch                                             |
| 192206 - | 2007 JR28              | 10 de maig de 2007     | Mount Lemmon           | Mount Lemmon Survey                                    |
| 192207 - | 2007 JB33              | 12 de maig de 2007     | Mount Lemmon           | Mount Lemmon Survey                                    |
| 192208 - | 2007 JX33              | 11 de maig de 2007     | Lulin Observatory      | LUSS                                                   |
| 192209 - | 2007 JL38              | 12 de maig de 2007     | Mount Lemmon           | Mount Lemmon Survey                                    |
| 192210 - | 2007 JY41              | 15 de maig de 2007     | Mount Lemmon           | Mount Lemmon Survey                                    |
| 192211 - | 2007 KO3               | 17 de maig de 2007     | Catalina               | CSS                                                    |
| 192212 - | 2007 LM1               | 5 de juny de 2007      | Catalina               | CSS                                                    |
| 192213 - | 2007 LE28              | 15 de juny de 2007     | Kitt Peak              | Spacewatch                                             |
| 192214 - | 2007 LA34              | 5 de juny de 2007      | Catalina               | CSS                                                    |
| 192215 - | 2007 MH19              | 21 de juny de 2007     | Mount Lemmon           | Mount Lemmon Survey                                    |
| 192216 - | 2007 ML20              | 23 de juny de 2007     | Kitt Peak              | Spacewatch                                             |
| 192217 - | 2007 PT9               | 9 d'agost de 2007      | Chante-Perdrix         | Chante-Perdrix                                         |
| 192218 - | 2007 PX45              | 10 d'agost de 2007     | Kitt Peak              | Spacewatch                                             |
| 192219 - | 2007 RO23              | 3 de setembre de 2007  | Catalina               | CSS                                                    |
| 192220 - | 2007 RZ132             | 14 de setembre de 2007 | Taunus                 | Taunus                                                 |
| 192221 - | 2007 RQ278             | 5 de setembre de 2007  | Siding Spring          | SSS                                                    |
| 192222 - | 2007 RZ281             | 15 de setembre de 2007 | Catalina               | CSS                                                    |
| 192223 - | 2007 VM6               | 3 de novembre de 2007  | Mount Lemmon           | Mount Lemmon Survey                                    |
| 192224 - | 2007 VO6               | 4 de novembre de 2007  | Mount Lemmon           | Mount Lemmon Survey                                    |
| 192225 - | 2007 WT20              | 18 de novembre de 2007 | Mount Lemmon           | Mount Lemmon Survey                                    |
| 192226 - | 2008 AB112             | 15 de gener de 2008    | Kitt Peak              | Spacewatch                                             |
| 192227 - | 2008 AD118             | 13 de gener de 2008    | Catalina               | CSS                                                    |
| 192228 - | 2008 BE33              | 30 de gener de 2008    | Kitt Peak              | Spacewatch                                             |
| 192229 - | 2008 CA12              | 3 de febrer de 2008    | Kitt Peak              | Spacewatch                                             |
| 192230 - | 2008 CQ40              | 2 de febrer de 2008    | Kitt Peak              | Spacewatch                                             |
| 192231 - | 2008 CK45              | 2 de febrer de 2008    | Kitt Peak              | Spacewatch                                             |
| 192232 - | 2008 CN48              | 3 de febrer de 2008    | Kitt Peak              | Spacewatch                                             |
| 192233 - | 2008 CV83              | 7 de febrer de 2008    | Kitt Peak              | Spacewatch                                             |
| 192234 - | 2008 CS189             | 13 de febrer de 2008   | Catalina               | CSS                                                    |
| 192235 - | 2008 CE201             | 13 de febrer de 2008   | Mount Lemmon           | Mount Lemmon Survey                                    |
| 192236 - | 2008 CO202             | 8 de febrer de 2008    | Kitt Peak              | Spacewatch                                             |
| 192237 - | 2008 DS1               | 24 de febrer de 2008   | Mount Lemmon           | Mount Lemmon Survey                                    |
| 192238 - | 2008 DP29              | 26 de febrer de 2008   | Kitt Peak              | Spacewatch                                             |
| 192239 - | 2008 DG40              | 27 de febrer de 2008   | Kitt Peak              | Spacewatch                                             |
| 192240 - | 2008 DL54              | 27 de febrer de 2008   | Catalina               | CSS                                                    |
| 192241 - | 2008 DA70              | 26 de febrer de 2008   | Mount Lemmon           | Mount Lemmon Survey                                    |
| 192242 - | 2008 DF85              | 28 de febrer de 2008   | Kitt Peak              | Spacewatch                                             |
| 192243 - | 2008 EY32              | 1 de març de 2008      | Kitt Peak              | Spacewatch                                             |
| 192244 - | 2008 EP39              | 4 de març de 2008      | Kitt Peak              | Spacewatch                                             |
| 192245 - | 2008 EG50              | 6 de març de 2008      | Mount Lemmon           | Mount Lemmon Survey                                    |
| 192246 - | 2008 EY57              | 7 de març de 2008      | Mount Lemmon           | Mount Lemmon Survey                                    |
| 192247 - | 2008 EJ98              | 2 de març de 2008      | Catalina               | CSS                                                    |
| 192248 - | 2008 EK99              | 4 de març de 2008      | Catalina               | CSS                                                    |
| 192249 - | 2008 EC119             | 9 de març de 2008      | Mount Lemmon           | Mount Lemmon Survey                                    |
| 192250 - | 2008 FS39              | 28 de març de 2008     | Kitt Peak              | Spacewatch                                             |
| 192251 - | 2008 FF69              | 28 de març de 2008     | Mount Lemmon           | Mount Lemmon Survey                                    |
| 192252 - | 2008 FC70              | 28 de març de 2008     | Kitt Peak              | Spacewatch                                             |
| 192253 - | 2008 FK80              | 27 de març de 2008     | Mount Lemmon           | Mount Lemmon Survey                                    |
| 192254 - | 2008 GB20              | 3 d'abril de 2008      | Kitt Peak              | Spacewatch                                             |
| 192255 - | 2008 GM36              | 3 d'abril de 2008      | Kitt Peak              | Spacewatch                                             |
| 192256 - | 2008 GS54              | 5 d'abril de 2008      | Mount Lemmon           | Mount Lemmon Survey                                    |
| 192257 - | 2008 GD60              | 5 d'abril de 2008      | Catalina               | CSS                                                    |
| 192258 - | 2008 GB76              | 7 d'abril de 2008      | Mount Lemmon           | Mount Lemmon Survey                                    |
| 192259 - | 2008 GR107             | 12 d'abril de 2008     | Catalina               | CSS                                                    |
| 192260 - | 2008 GQ134             | 4 d'abril de 2008      | Catalina               | CSS                                                    |
| 192261 - | 2008 HB6               | 24 d'abril de 2008     | Kitt Peak              | Spacewatch                                             |
| 192262 - | 2008 HO8               | 24 d'abril de 2008     | Kitt Peak              | Spacewatch                                             |
| 192263 - | 2008 HZ16              | 25 d'abril de 2008     | Catalina               | CSS                                                    |
| 192264 - | 2008 HH38              | 28 d'abril de 2008     | Socorro                | LINEAR                                                 |
| 192265 - | 2008 KV15              | 27 de maig de 2008     | Kitt Peak              | Spacewatch                                             |
| 192266 - | 2008 KN31              | 29 de maig de 2008     | Kitt Peak              | Spacewatch                                             |
| 192267 - | 2008 KT33              | 29 de maig de 2008     | Mount Lemmon           | Mount Lemmon Survey                                    |
| 192268 - | 2008 LD12              | 7 de juny de 2008      | Kitt Peak              | Spacewatch                                             |
| 192269 - | 2008 OB4               | 26 de juliol de 2008   | Siding Spring          | SSS                                                    |
| 192270 - | 7642 P-L               | 17 d'octubre de 1960   | Palomar                | C. J. van Houten, I. van Houten-Groeneveld, T. Gehrels |
| 192271 - | 3310 T-1               | 26 de març de 1971     | Palomar                | C. J. van Houten, I. van Houten-Groeneveld, T. Gehrels |
| 192272 - | 1132 T-2               | 29 de setembre de 1973 | Palomar                | C. J. van Houten, I. van Houten-Groeneveld, T. Gehrels |
| 192273 - | 2299 T-2               | 29 de setembre de 1973 | Palomar                | C. J. van Houten, I. van Houten-Groeneveld, T. Gehrels |
| 192274 - | 1169 T-3               | 17 d'octubre de 1977   | Palomar                | C. J. van Houten, I. van Houten-Groeneveld, T. Gehrels |
| 192275 - | 2227 T-3               | 16 d'octubre de 1977   | Palomar                | C. J. van Houten, I. van Houten-Groeneveld, T. Gehrels |
| 192276 - | 2498 T-3               | 16 d'octubre de 1977   | Palomar                | C. J. van Houten, I. van Houten-Groeneveld, T. Gehrels |
| 192277 - | 3126 T-3               | 16 d'octubre de 1977   | Palomar                | C. J. van Houten, I. van Houten-Groeneveld, T. Gehrels |
| 192278 - | 3148 T-3               | 16 d'octubre de 1977   | Palomar                | C. J. van Houten, I. van Houten-Groeneveld, T. Gehrels |
| 192279 - | 3153 T-3               | 16 d'octubre de 1977   | Palomar                | C. J. van Houten, I. van Houten-Groeneveld, T. Gehrels |
| 192280 - | 3534 T-3               | 16 d'octubre de 1977   | Palomar                | C. J. van Houten, I. van Houten-Groeneveld, T. Gehrels |
| 192281 - | 1978 UC7               | 27 d'octubre de 1978   | Palomar                | C. M. Olmstead                                         |
| 192282 - | 1979 MY4               | 25 de juny de 1979     | Siding Spring          | E. F. Helin, S. J. Bus                                 |
| 192283 - | 1981 EE3               | 2 de març de 1981      | Siding Spring          | S. J. Bus                                              |
| 192284 - | 1981 EL11              | 7 de març de 1981      | Siding Spring          | S. J. Bus                                              |
| 192285 - | 1981 EU12              | 1 de març de 1981      | Siding Spring          | S. J. Bus                                              |
| 192286 - | 1981 ES15              | 1 de març de 1981      | Siding Spring          | S. J. Bus                                              |
| 192287 - | 1981 EL22              | 2 de març de 1981      | Siding Spring          | S. J. Bus                                              |
| 192288 - | 1981 EF34              | 1 de març de 1981      | Siding Spring          | S. J. Bus                                              |
| 192289 - | 1981 EQ45              | 1 de març de 1981      | Siding Spring          | S. J. Bus                                              |
| 192290 - | 1989 QT                | 26 d'agost de 1989     | Siding Spring          | R. H. McNaught                                         |
| 192291 - | 1990 QX19              | 17 d'agost de 1990     | Palomar                | A. Lowe                                                |
| 192292 - | 1990 RC7               | 13 de setembre de 1990 | La Silla               | H. Debehogne                                           |
| 192293 - | 1990 TA2               | 10 d'octubre de 1990   | Tautenburg Observatory | F. Börngen, L. D. Schmadel                             |
| 192294 - | 1991 TE15              | 6 d'octubre de 1991    | Palomar                | A. Lowe                                                |
| 192295 - | 1991 TN15              | 6 d'octubre de 1991    | Palomar                | A. Lowe                                                |
| 192296 - | 1991 TA16              | 6 d'octubre de 1991    | Palomar                | A. Lowe                                                |
| 192297 - | 1992 DX9               | 29 de febrer de 1992   | La Silla               | UESAC                                                  |
| 192298 - | 1992 ES2               | 6 de març de 1992      | Kitt Peak              | Spacewatch                                             |
| 192299 - | 1992 EW4               | 1 de març de 1992      | La Silla               | UESAC                                                  |
| 192300 - | 1992 SY9               | 27 de setembre de 1992 | Kitt Peak              | Spacewatch                                             |